# Doris Dayová
Doris Dayová, nepřechýleně Doris Day, vlastním jménem Doris Mary Ann Kappelhoff (3. dubna 1922 Cincinnati – 13. května 2019 Carmel Valley) byla americká zpěvačka, filmová herečka a bojovnice za práva zvířat.
Jejím prvním velkým hitem byla píseň „Sentimental Journey” z roku 1944. Popularita písně vrcholila na konci druhé světové války a tento song se tak stal symbolem pro mnoho amerických válečných veteránů. Natočila celkem 31 alb.
Hollywoodskou filmovou kariéru Dayové odstartoval romantický muzikál Romance on the High Seas z roku 1948. Nakonec natočila 39 filmů, za roli v romantické komedii Pillow Talk z roku 1959 byla dokonce nominována na Oscara. Hrála též například v Hitchcockově snímku Muž, který věděl příliš mnoho, kde Dayová zazpívala též známou skladbu „Que Sera, Sera”.
Od 70. let se intenzivně angažovala v boji za práva zvířat, založila za tím účelem organizaci Doris Day Animal League.

## Diskografie
- You're My Thrill (1949)
- Day Dreams (1955)
- Day by Day (1956)
- Day by Night (1957)
- Hooray for Hollywood (1958)
- Cuttin' Capers (1959)
- What Every Girl Should Know (1960)
- Show Time (1960)
- Listen to Day (1960)
- Bright and Shiny (1961)
- I Have Dreamed (1961)
- Duet (w/ André Previn) (1962)
- You'll Never Walk Alone (1962)
- Love Him (1963)
- The Doris Day Christmas Album (1964)
- With a Smile and a Song (1964)
- Latin for Lovers (1965)
- Doris Day's Sentimental Journey (1965)
- The Love Album (1967)
- My Heart (2011)

## Filmografie
| Rok  | Film                                     | Role                          | Poznámky                                                                 |
| ---- | ---------------------------------------- | ----------------------------- | ------------------------------------------------------------------------ |
| 1948 | Romance on the High Seas                 | Georgia Garrettová            | Herecký partner Jack Carson. Píseň It's Magic nominována na Oscara.      |
| 1949 | My Dream Is Yours                        | Martha Gibsonová              | Herecký partner Jack Carson.                                             |
| 1949 | It's a Great Feeling                     | Judy Adamsová                 | Herecký partner Jack Carson                                              |
| 1950 | Young Man with a Horn                    | Jo Jordanová                  | Herečtí partneři Kirk Douglas a Lauren Bacallová                         |
| 1950 | Tea for Two                              | Nanette Carterová             | Herecký partner Gordon MacRae                                            |
| 1950 | The West Point Story                     | Jan Wilsonová                 | Herecký partner James Cagney                                             |
| 1951 | Storm Warning                            | Lucy Riceová                  | Herečtí partneři Ronald Reagan, Ginger Rogersová a Steve Cochran         |
| 1951 | Lullaby of Broadway                      | Melinda Howardová             | Herecký partner Gene Nelson                                              |
| 1951 | On Moonlight Bay                         | Marjorie „Marjie“ Winfieldová | Herecký partner Gordon MacRae                                            |
| 1951 | I'll See You in My Dreams                | Grace LeBoy Kahnová           | Herecký partner Danny Thomas                                             |
| 1951 | Starlift                                 | sama sebe                     |                                                                          |
| 1952 | The Winning Team                         | Aimee Alexander ová           | Herecký partner Ronald Reagan                                            |
| 1952 | April in Paris                           | Ethel „Dynamite“ Jacksonová   | Herecký partner Ray Bolger                                               |
| 1953 | By the Light of the Silvery Moon         | Marjorie „Marjie“ Winfieldová | Herecký partner Gordon MacRae                                            |
| 1953 | Calamity Jane                            | Calamity Jane                 | Herecký partner Howard Keel píseň Secret Love nominována na Oscara       |
| 1954 | Lucky Me                                 | Candy Williamsová             | Herečtí partneři Robert Cummings a Phil Silvers                          |
| 1954 | Young at Heart                           | Laurie Tuttleová              | Herecký partner Frank Sinatra                                            |
| 1955 | Love Me or Leave Me                      | Ruth Ettingová                | Herecký partner James Cagney                                             |
| 1956 | The Man Who Knew Too Much                | Josephine „Jo“ McKennová      | Herecký partner James Stewart. Píseň Que Sera, Sera nominována na Oscara |
| 1956 | Julie                                    | Julie Bentonová               | Herecký partner Louis Jordan                                             |
| 1957 | The Pajama Game                          | Katherine „Babe“ Williamsová  | Herecký partner John Raitt                                               |
| 1958 | Teacher’s Pet                            | Erica Stonová                 | Herecký partner Clark Gable                                              |
| 1958 | The Tunnel of Love                       | Isolde Poole                  | Herecký partner Richard Widmark. Zlatý glóbus                            |
| 1959 | It Happened to Jane                      | Jane Osgoodová                | Herečtí partneři Jack Lemmon a Ernie Kovacs                              |
| 1959 | Pillow Talk                              | Jan Morrowová                 | Nominace na Oscara a Zlatý glóbus. Cena Laurel.                          |
| 1960 | Please Don’t Eat the Daisies             | Kate Robinson Mackayová       | Herecký partner David Niven                                              |
| 1960 | Midnight Lace                            | Kit Prestonová                | Nominace na Zlatý glóbus a cenu Laurel.                                  |
| 1961 | Lover Come Back                          | Carol Templetonová            | Cena Laurel                                                              |
| 1962 | That Touch of Mink                       | Cathy Timberlaková            | Herecký partner Cary Grant. Cena Laurel.                                 |
| 1962 | Billy Rose’s Jumbo                       | Kitty Wonderová               | Nominace na Zlatý glóbus                                                 |
| 1963 | The Thrill of It All                     | Beverly Boyerová              | Herecký partner James Garner                                             |
| 1963 | Move Over, Darling                       | Ellen Wagstaff Ardenová       | Herecký partner James Garner. Nominace na Zlatý glóbus.                  |
| 1964 | Send Me No Flowers                       | Judy Kimballová               | Cena Laurel                                                              |
| 1965 | Do Not Disturb                           | Janet Harperová               | Herecký partner Rod Taylor                                               |
| 1966 | The Glass Bottom Boat                    | Jennifer Nelsonová            | Herecký partner Rod Taylor. Nominace na cenu Laurel.                     |
| 1967 | The Ballad of Josie                      | Josie Minicková               | Herečtí partneři Peter Graves a George Kennedy                           |
| 1967 | Caprice                                  | Patricia Fosterová            | Herecký partner Richard Harris                                           |
| 1968 | Where Were You When the Lights Went Out? | Margaret Garrisonová          | Nominace na cenu Laurel                                                  |
| 1968 | With Six You Get Eggroll                 | Abby McClurová                | Nominace na cenu Laurel                                                  |